# Ornella Muti
Pour les articles homonymes, voir Ornella et Muti.
Ornella Muti est une actrice italienne, née le 9 mars 1955 à Rome.
Il s'agit d'une des actrices les plus connues d'Italie,,. Au cours de sa carrière longue de cinquante ans, elle a remporté de nombreux prix : une Targa d'oro aux David di Donatello (1976), deux Grolle d'oro, trois Globi d'oro, trois Ciak d'oro, un prix Pasinetti (it) de l'actrice à la Mostra de Venise 1988 et deux Rubans d'argent de la meilleure actrice (1988, 1989) sur cinq nominations. Elle a également reçu trois nominations aux David di Donatello de la meilleure actrice (1982, 1988, 1989) et une en tant que meilleure actrice aux Prix du cinéma européen (1988).
Au cours de sa carrière, elle a joué dans différents genres, travaillant aux côtés de réalisateurs tels que Damiano Damiani, Mario Monicelli, Dino Risi, Marco Ferreri, Carlo Verdone, Ettore Scola, John Landis, Francesca Archibugi, Woody Allen, Paolo Virzì, Umberto Lenzi et Francesco Nuti.

## Biographie
Ornella Muti naît sous le nom d'état civil de Francesca Romana Rivelli en 1955 à Rome. Son père est un journaliste d'origine napolitaine ; sa mère, Ilse Renate Krause, est une sculptrice d'origine estonienne et  germano-balte par son père et russe (de Saint-Pétersbourg) par sa mère. Elle a une sœur aînée, Claudia Rivelli (it), également actrice, qui a joué pendant plusieurs saisons dans les années 1970 dans des roman-photos.

### Les débuts

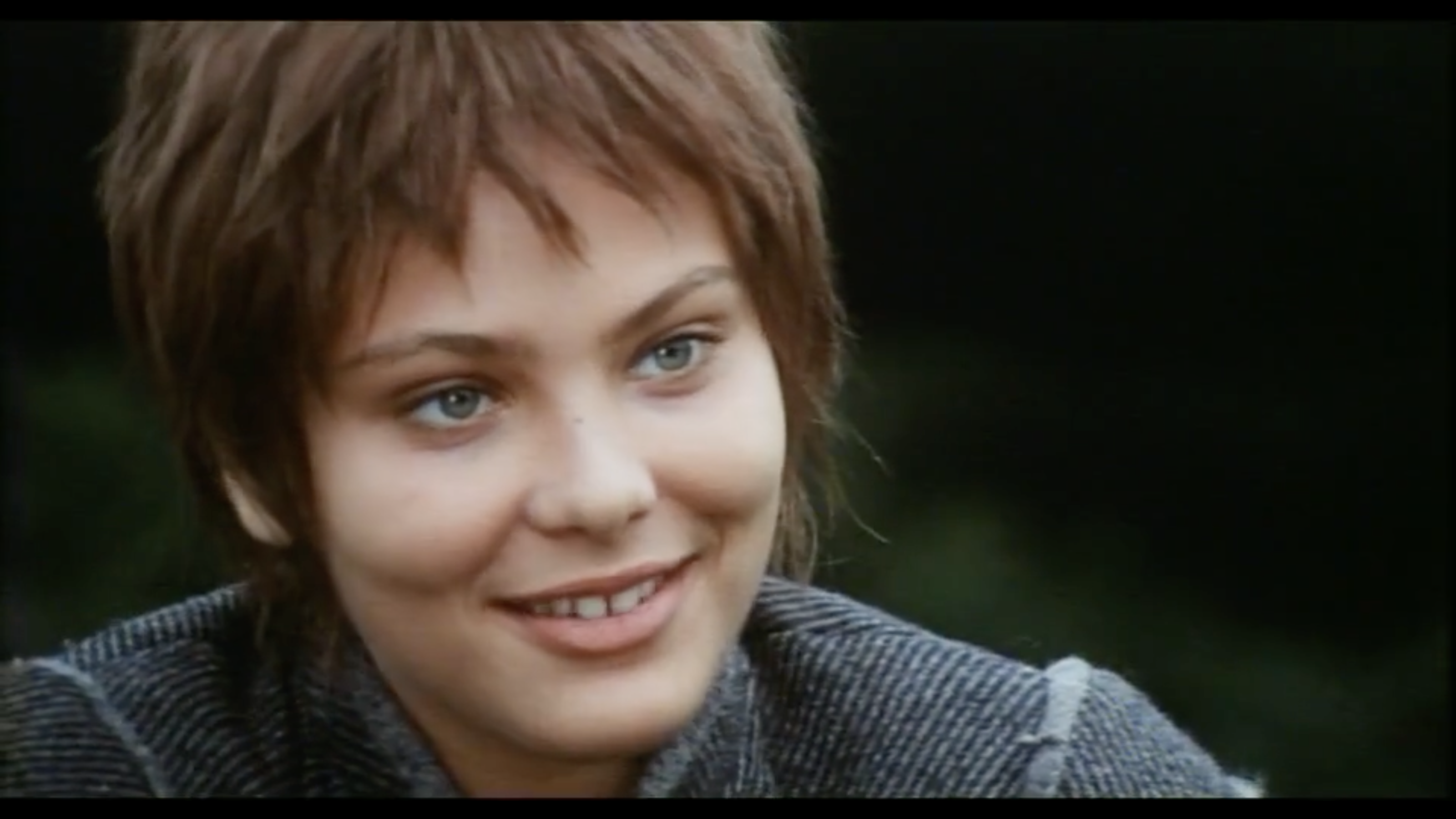
Dans Les Religieuses du Saint-Archange (1973).

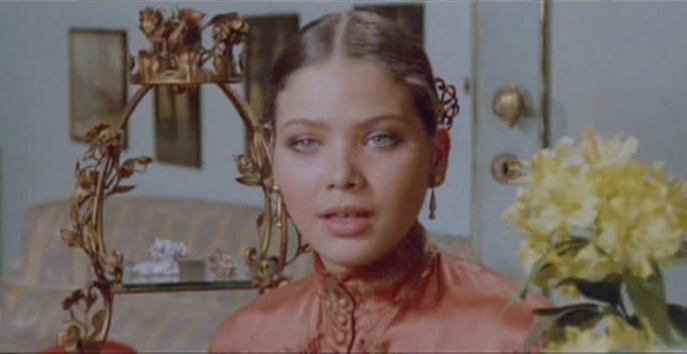
Dans Quand la mafia s'énerve (1973).

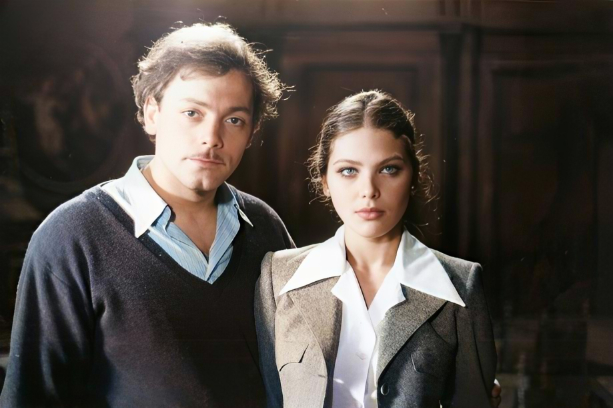
Avec Patrick Dewaere en Italie, sur le tournage du film La Chambre de l'évêque, en 1976.

Ses débuts au cinéma ont lieu à l'âge de 14 ans, en 1969, lorsqu'elle est choisie par Damiano Damiani pour jouer dans son film Seule contre la mafia. Son personnage est inspiré de celui de Franca Viola, originaire d'Alcamo en Sicile, qui, en 1965, à 17 ans, fut la première femme italienne à refuser un mariage forcé. Comme il y avait déjà une actrice portant le même nom de famille qu'elle, Luisa Rivelli, Damiani l'a obligée à utiliser le nom Ornella Muti, qui allait devenir son nom de scène tout au long de sa carrière. Son prénom provient de l'œuvre littéraire de Gabriele D'Annunzio, car Ornella est un personnage de La Fille de Jorio (it), tandis que son nom de famille dérive d'Elena Muti, la protagoniste de L'Enfant de volupté.
La renommée soudaine que lui vaut ce premier film la mène à jouer dans de nombreux films en Italie et à l'étranger (par exemple en Italie, Le Soleil dans la peau en 1971 et Meurtre par intérim d'Umberto Lenzi, tandis qu'en Espagne, elle tourne La casa de las palomas, Experiencia prematrimonial, Cebo para una adolescente, Una chica y un señor) et dans des photo-romans, où elle est créditée sous le nom de Francesca Rivelli, avec sa sœur.

### Le succès des années 1970 et 1980
Sa rencontre professionnelle la plus importante a lieu en 1974, lorsqu'elle tourne dans Romances et Confidences de Mario Monicelli, dans le rôle de la belle jeune Vincenzina (elle est enceinte pendant le tournage), avec Ugo Tognazzi dans le rôle de l'ouvrier milanais Basletti. Le film a été un grand succès et a accru sa notoriété.
Dans les années 1970, elle participe aux films Virginité de Franco Rossi, aux côtés de Vittorio Gassman ; La Chambre de l'évêque et Dernier Amour, tous deux de Dino Risi et toujours aux côtés d'Ugo Tognazzi ; Les Nouveaux Monstres du trio Monicelli-Risi-Scola, nommé à l'Oscar du meilleur film étranger en 1979 ; La Dernière Femme de Marco Ferreri, en 1976, avec Gérard Depardieu.
Avec Ferreri, elle tourne Conte de la folie ordinaire (1981), d'après un scénario co-écrit par le réalisateur lui-même et Sergio Amidei à partir du roman du même nom de Charles Bukowski. Le film, dont l'action se déroule à Los Angeles et qui a été tourné dans les mêmes lieux en 1980, est sorti l'année suivante et a été sélectionné à la Mostra de Venise 1981. Le personnage de Muti est Cass, une jeune prostituée belle et autodestructrice, victime d'une beauté qui la submerge et ne lui permet pas d'être aimée pour ce qu'elle pense être. Elle incarne ensuite la méchante princesse Aura dans la superproduction américaine Flash Gordon réalisée par Mike Hodges, et dans le thriller Les Armes du pouvoir avec Klaus Kinski. Elle tourne plusieurs films produits aux États-Unis, refusant le rôle principal (donné plus tard à Carole Bouquet) dans Rien que pour vos yeux parce que son costumier, Wayne Finkelman, n'avait pas été engagé par la production. À la même époque, elle tourne avec Adriano Celentano Le Vieux Garçon et Amoureux fou de Castellano et Pipolo ; avec Renato Pozzetto, Personne n'est parfait et Un povero ricco, et avec Ben Gazzara La Fille de Trieste, dans le rôle de la psychotique Nicole, tous réalisés par Pasquale Festa Campanile. En 1983, elle joue aux côtés de Paolo Villaggio dans le film Les Aventures de Miss Catastrophe, réalisé par Steno. En 1984, il y a Le futur est femme, toujours réalisé par Ferreri, sélectionné à la Mostra de Venise, et surtout Un amour de Swann de Volker Schlöndorff, dans lequel elle incarne l'énigmatique Odette, l'amour impossible de Proust aux côtés de Jeremy Irons, Fanny Ardant et Alain Delon. Elle a fait des unes célèbres dans le monde entier, comme celle du Time. Elle se lance également dans une carrière télévisuelle : en 1984, elle participe à Risatissima, aux côtés de Johnny Dorelli. Dans le cinéma plus engagé, on trouve Chronique d'une mort annoncée de Francesco Rosi adapté du roman homonyme de Gabriel García Márquez, Codice privato de Citto Maselli (pour lequel elle a été nommée pour la meilleure actrice aux Oscars européens), 'o Re de Luigi Magni, La Femme de mes amours de Gianfranco Mingozzi avec Philippe Noiret et Le Voyage du capitaine Fracasse d'Ettore Scola, tous réalisés dans la seconde moitié des années 1980.

### Les années 1990

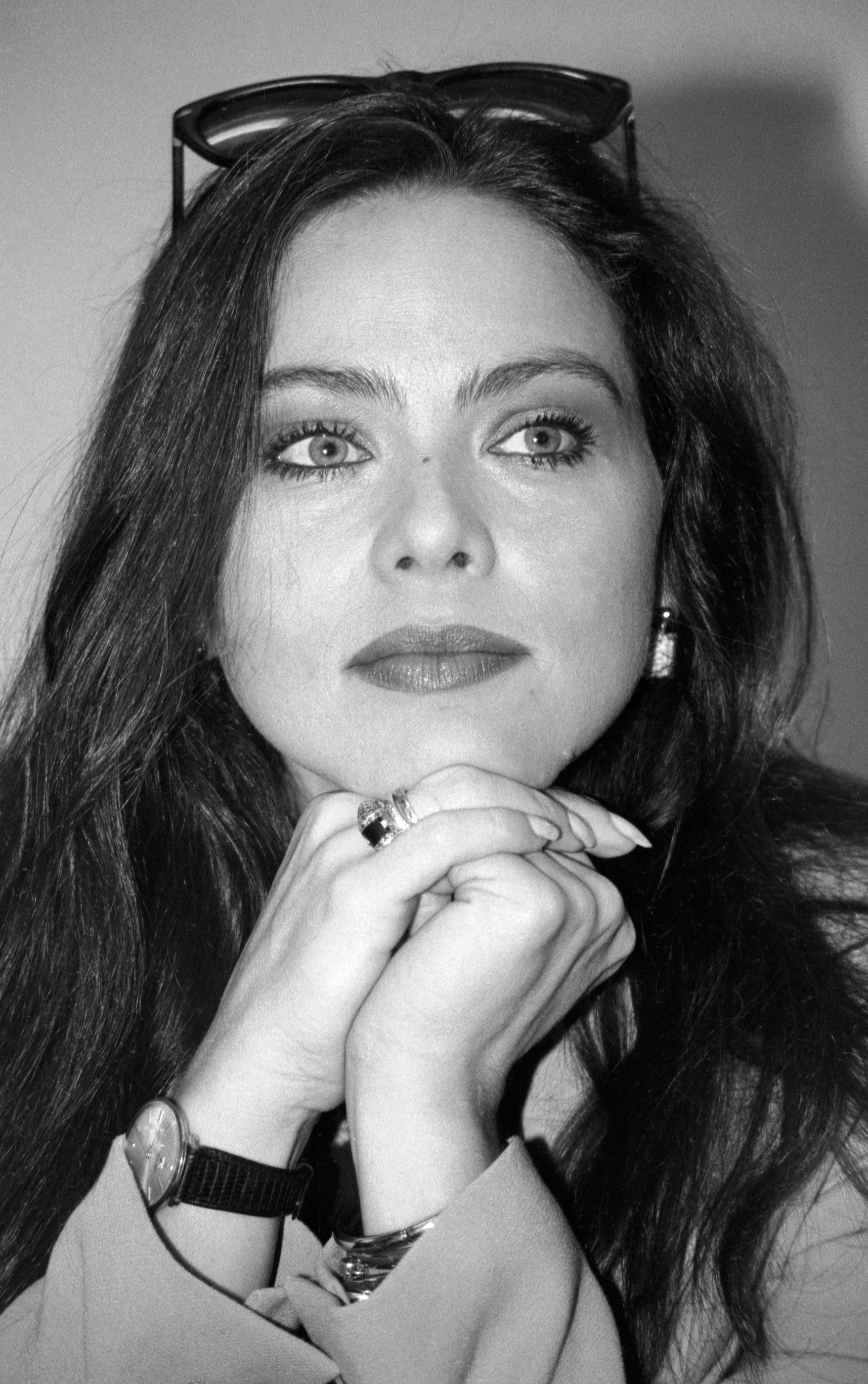
Ornella Muti à Moscou en 1995.

En 1992, elle participe à Non chiamarmi Omar (it), une comédie réalisée par Sergio Staino et inspirée de la nouvelle Nudi e crudi d'un autre dessinateur, Francesco Tullio-Altan, sans grand succès. Elle enchaîne avec les productions américaines L'embrouille est dans le sac avec Sylvester Stallone et Banco pour un crime, toutes deux en 1991. Bien connue en France, elle y est souvent apparue à la télévision, à la fois comme actrice dans des fictions et comme mannequin pour des publicités. En 1994, elle a été élue « plus belle femme du monde » par le magazine américain Class. L'année suivante, El amante bilingüe, réalisé par le prestigieux réalisateur Vicente Aranda, sort en Italie, en Espagne et en Amérique du Sud. Après une période d'absence du grand écran, elle revient en 1999 avec Panni sporchi, de Mario Monicelli.

### Années 2000 et 2010

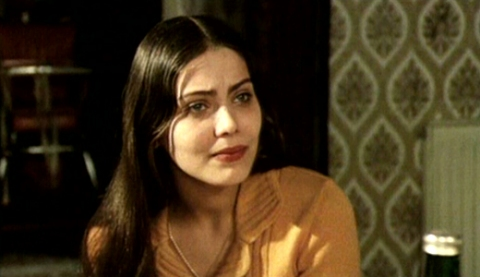
Ornella Muti dans Romances et confidences en 1974.

Elle travaille ensuite avec plusieurs réalisatrices : Francesca Archibugi, Asia Argento et Eleonora Giorgi, qui la choisit pour jouer dans son premier long-métrage, Uomini & donne, amori & bugie (it). En 2006, elle joue dans la fiction produite par la RAI Domani è un altro giorno et en 2007, elle retourne travailler avec Citto Maselli dans Civico zero (it).
En 2012, Ornella Muti a participé au film de Woody Allen tourné en Italie, To Rome with Love, où elle a côtoyé des acteurs connus mondialement, dont Roberto Benigni, Alec Baldwin, Penélope Cruz et Allen lui-même. L'année suivante, elle joue, avec sa fille Naike Rivelli, dans le clip et la chanson produits par Alexandra Damiani Queen Of The Dancefloor.
En 2017, elle joue dans la série télévisée italienne Sirene (it), produite par la Rai, ce qui lui vaut un regain de notoriété auprès de la population plus jeune. En 2018, elle a joué dans la websérie Amami !.

### Années 2020
En 2022, elle anime, aux côtés d'Amadeus, la première soirée du 72e festival de Sanremo.

## Démêlés judiciaires

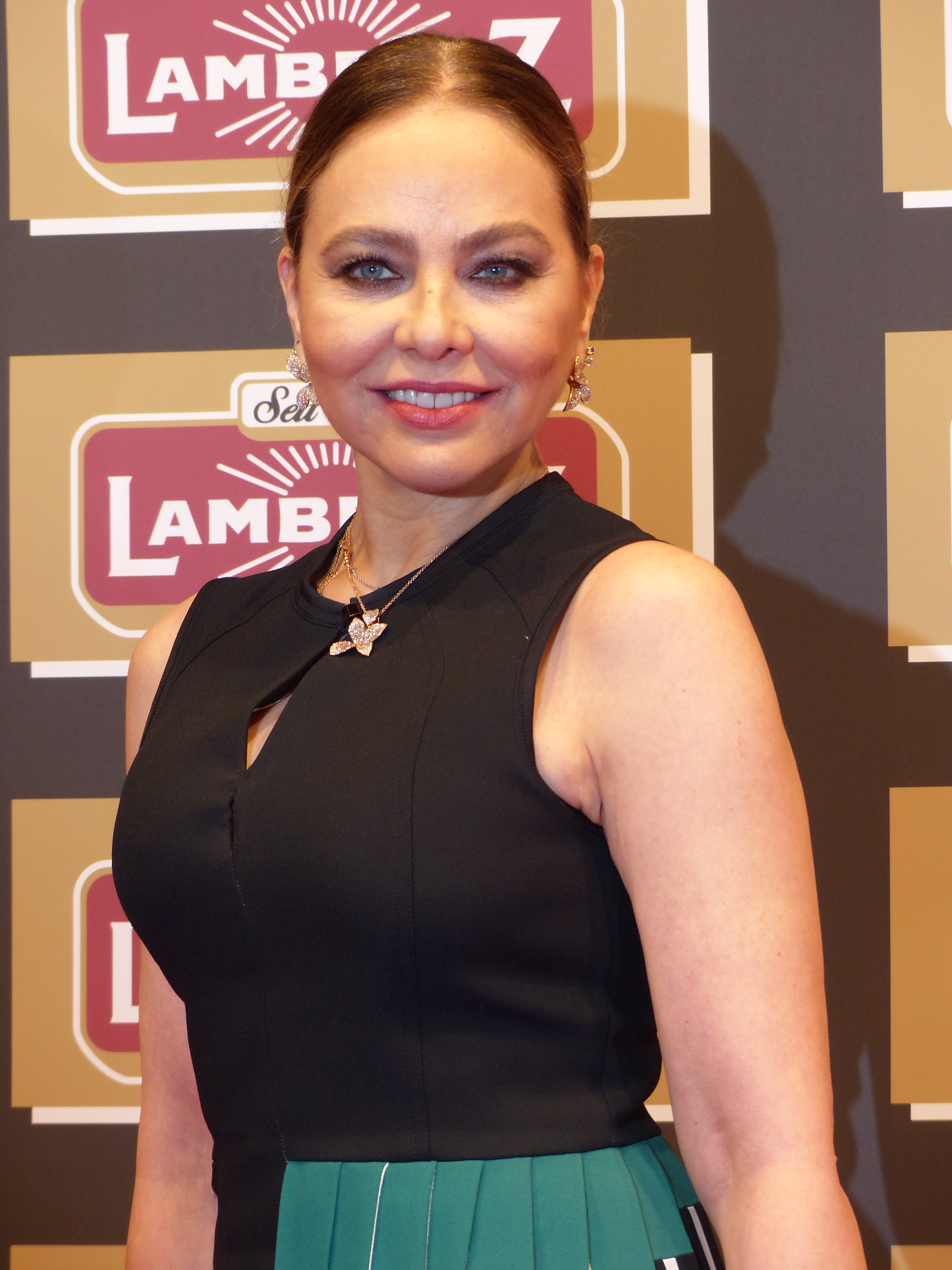
Ornella Muti en 2016.

Le 6 juillet 2017, elle a été condamnée à six mois de prison et à une amende de 500 euros par la Cour d'appel de Trieste pour tentative de fraude et de falsification. En 2010, Muti devait se produire dans le rôle principal au Teatro Verdi de Pordenone dans L'ebreo di Gianni Clementi de Gianni Clementi, avec un cachet de 24 000 €, mais elle a été déclarée malade et a présenté un certificat médical pour une laryngo-trachéite aiguë avec fièvre, toux et enrouement, avec une ordonnance indiquant de ne pas utiliser sa voix pendant cinq jours. En vérité, elle s'était rendue à Saint-Pétersbourg le 10 décembre 2010, invitée quelques mois auparavant,  par Vladimir Poutine à un gala de charité. La condamnation avec sursis était conditionnée au versement d'une indemnité de 30 000 € au théâtre frioulan. La condamnation a été définitivement confirmée par la Cour de cassation le 13 juin 2019,.

## Vie privée
Ornella Muti a été mariée deux fois : la première avec Alessio Orano (de 1975 à 1981), la seconde avec Federico Facchinetti (de 1988 à 1996). De ce second mariage, elle a eu deux enfants : un fils, Andrea, et une fille, Carolina.
Elle a eu une première fille, Naike Rivelli (elle aussi devenue actrice), née en 1974. Ornella Muti n'a jamais révélé le nom du père. Naike dément la rumeur selon laquelle il s'agirait du producteur espagnol José Luis Bermudez de Castro. Naike qui n'a pas été reconnue par son père, porte le patronyme de sa mère, « Rivelli ».
À partir de 1998, Ornella Muti a pour compagnon le chirurgien esthétique Stefano Piccolo. Après dix ans de vie commune, elle le quitte en 2008, pour le Français Fabrice Kerhervé.
Par sa fille Naike Rivelli, Ornella Muti est grand-mère d'un petit garçon né en 1996, prénommé Akash.
En 2014, Adriano Celentano a révélé avoir eu une liaison avec Ornella Muti au début des années 1980, l'actrice a réagi avec courroux par une interview sur Il Fatto Quotidiano à la décision unilatérale du chanteur de dévoiler cet épisode.
Muti se dit de religion bouddhiste.

## Filmographie

### Actrice de cinéma

#### Années 1970
- 1970 : Seule contre la mafia (La moglie più bella) de Damiano Damiani : Francesca
- 1971 : Le Soleil dans la peau (Il sole nella pelle) de Giorgio Stegani : Lisa
- 1971 : Meurtre par intérim (Un posto ideale per uccidere)  d'Umberto Lenzi : Ingrid Sjoman
- 1972 : Fiorina la vacca de Vittorio De Sisti : Teresa, fille de Betta
- 1972 : La casa de las palomas de Claudio Guerín : Sandra
- 1972 : Experiencia prematrimonial de Pedro Masó :  Alejandra Espinosa
- 1973 : Quand la mafia s'énerve (Tutti figli di Mammasantissima) d'Alfio Caltabiano : Santazza
- 1973 : Ce cochon de Paolo (Paolo il caldo) de Marco Vicario : Giovanna
- 1973 : L'Autre Face du parrain (L'altra faccia del padrino) de Francesco Prosperi
- 1973 : Les Religieuses du Saint-Archange (Le monache di Sant'Arcangelo) de Domenico Paolella : Isabella
- 1974 : Romances et confidences (Romanzo popolare) de Mario Monicelli : Vincenzina Rotunno Basletti
- 1974 : Una chica y un señor de Pedro Masó : Caridad
- 1974 : La Secrétaire (Cebo para una adolescente) de Francisco Lara Polop : Maribel
- 1974 : Les Passionnées (Appassionata) de Gianluigi Calderone : Eugenia Rutelli
- 1975 : Léonor de Juan Luis Buñuel : Catherine
- 1975 : La joven casada de Mario Camus : Camino
- 1976 : Virginité (Come una rosa al naso) de Franco Rossi : Lucia Mantuso
- 1976 : L'Agnese va a morire de Giuliano Montaldo :
- 1976 : La Dernière Femme (L'ultima donna) de Marco Ferreri : Valérie
- 1977 : Mœurs cachées de la bourgeoisie (Ritratto di borghesia in nero) de Tonino Cervi : Elena Mazzarini
- 1977 : La Chambre de l'évêque (La stanza del vescovo) de Dino Risi : Matilde Scrosati in Berlusconi
- 1977 : Mort d'un pourri de Georges Lautner : Valérie
- 1977 : Les Nouveaux Monstres (I nuovi mostri), segments Autostop de Mario Monicelli / Senza parole de Dino Risi : l'autostoppeuse / l'hôtesse
- 1978 : Dernier Amour (Primo amore) de Dino Risi : Renata Mazzetti
- 1978 : Mélodie meurtrière (Giallo napoletano) de Sergio Corbucci : Lucia Navarri
- 1978 : Eutanasia di un amore d'Enrico Maria Salerno : Ursenna alias Sena
- 1979 : La vie est belle (La vita è bella / Жизнь прекрасна) de Grigori Tchoukhraï : Maria

#### Années 1980
- 1980 : Flash Gordon de Mike Hodges : Princesse Aura
- 1980 : Le Vieux Garçon (Il bisbetico domato) de Franco Castellano et Giuseppe Moccia : Lisa Silvestri
- 1981 : Conte de la folie ordinaire (Storie di ordinaria follia) de Marco Ferreri : Cass
- 1981 : Personne n'est parfait (Nessuno è perfetto) de Pasquale Festa Campanile : Chantal
- 1981 : Amoureux fou (Innamorato pazzo) de Franco Castellano et Giuseppe Moccia : Princesse Cristina
- 1982 : Les Aventures de Miss Catastrophe (Bonnie e Clyde all'italiana) de Steno : Rosetta Foschini alias Giada
- 1982 : Les Armes du pouvoir (Love and Money) de James Toback : Catherine Stockheinz
- 1983 : La Fille de Trieste (La ragazza di Trieste) de Pasquale Festa Campanile : Nicole
- 1983 : Un povero ricco de Pasquale Festa Campanile : Marta
- 1984 : Un amour de Swann (Eine Liebe von Swann) de Volker Schlöndorff : Odette de Crécy
- 1984 : Le futur est femme (Il futuro è donna) de Marco Ferreri : Malvina
- 1985 : Tutta colpa del paradiso de Francesco Nuti : Celeste
- 1987 : Stregati de Francesco Nuti : Anna
- 1987 : Chronique d'une mort annoncée (Cronaca di una morte annunciata) de Francesco Rosi : Angela Vicario
- 1987 : Io e mia sorella, de Carlo Verdone : Silvia Piergentili
- 1988 : La Femme de mes amours (Il frullo del passero) de Gianfranco Mingozzi : Silvana
- 1988 : Codice privato de Francesco Maselli : Anna
- 1989 : 'O re de Luigi Magni : Maria Sofia d'Autriche
- 1989 : Bandini (Wait Until Spring, Bandini) de Dominique Deruddere : Maria Bandini

#### Années 1990
- 1990 : Le Voyage du capitaine Fracasse (Il viaggio di Capitan Fracassa) d'Ettore Scola : Serafina
- 1990 : Stasera a casa di Alice de Carlo Verdone : Alice
- 1991 : Le Comte Max (Il conte Max) de Christian De Sica : Isabella
- 1991 : L'embrouille est dans le sac (Oscar) de John Landis : Sofia Provolone
- 1991 : Le Dimanche de préférence (La domenica specialmente), segment La domenica specialmente de Giuseppe Bertolucci : Anna
- 1991 : Vacanze di Natale '91 d'Enrico Oldoini : Giuliana
- 1992 : Banco pour un crime (Once Upon a Crime...) d'Eugene Levy : Elena Morosco
- 1992 : Non chiamarmi Omar de Sergio Staino : Viola
- 1993 : El amante bilingüe de Vicente Aranda : Norma
- 1995 : Tatiana, la muñeca rusa de Santiago San Miguel : Tatiana
- 1995 : I Love Ornella Muti de Paolo Costella : elle-même
- 1996 : Mi fai un favore de Giancarlo Scarchilli : Stella
- 1996 : Pour rire  de Lucas Belvaux : Maître Alice Obini
- 1997 : Mordbüro de Lionel Kopp : Madame Béhar
- 1998 : Widows - Erst die Ehe, dann das Vergnügen de Sherry Horman : Maria
- 1998 : Somewhere in the City de Ramin Niami : Marta
- 1998 : L'Inconnu de Strasbourg de Valeria Sarmiento : Madeleine Wals
- 1999 : Menteurs (The Unscarred) de Buddy Giovinazzo : Rafaella
- 1999 : Panni sporchi de Mario Monicelli : Bruna

#### Années 2000
- 2000 : Tierra del fuego (Terre de feu) de Miguel Littín : Armenia
- 2000 : Jet Set de Fabien Onteniente : Camilla Balbek
- 2001 : Um crime nobre de Walter Lima Jr. : Claudia Maccari
- 2001 : Demain (Domani) de Francesca Archibugi : Stefania Zerenghi
- 2001 : Une longue, longue, longue nuit d'amour (Una lunga lunga lunga notte d'amore) de Luciano Emmer : Egle
- 2001 : Last Run (en) d'Anthony Hickox : Danny
- 2001 : Hotel de Mike Figgis : porte-parole du flamenco
- 2002 : Cavale de Lucas Belvaux : Cécile Costes
- 2002 : Un couple épatant de Lucas Belvaux : Cécile Costes
- 2002 : Après la vie de Lucas Belvaux : Cécile Rivet
- 2003 : Uomini e donne, amori e bugie (it) d'Eleonora Giorgi : Anna
- 2003 : The Tulse Luper Suitcases, Part 3: From Sark to the Finish de Peter Greenaway : Mathilde Figura
- 2004 : The Tulse Luper Suitcases, Part 2: Vaux to the Sea de Peter Greenaway : Mathilde Figura
- 2004 : People de Fabien Onteniente : Aphrodita
- 2004 : Le Livre de Jérémie (The Heart Is Deceitful Above All Things) d'Asia Argento : la grand-mère
- 2004 : Dis-moi oui (es) (Di que sí) de Juan Calvo : Francesca, la directrice
- 2005 : Vendredi ou un autre jour d'Yvan Le Moine : la mère de Philippe Rohan
- 2006 : Les Bronzés 3 : Amis pour la vie de Patrice Leconte : Graziella Sparaggi Lespinasse
- 2006 : L'Enquête sacrée (L'inchiesta) de Giulio Base : Marie Madeleine
- 2007 : Civico zero de Francesco Maselli : Nina
- 2008 : Io non ci casco de Pasquale Falcone : professeure Lamberti

#### Années 2010
- 2012 : To Rome with Love de Woody Allen : Pia Fusari
- 2016 : Passero rosso de Lorenzo Giovenga :
- 2017 : Checkmate (en) d'Eugenia Caruso (court métrage) : Prospérité
- 2017 : La lucida follia di Marco Ferreri d'Anselma Dell'Olio (film documentaire) : elle-même
- 2018 : Nuits magiques (Notti magiche) de Paolo Virzì : la diva Federica
- 2018 : Wine to Love (it) (I colori dell'amore) de Domenico Fortunato : Anna
- 2018 : Mare di grano (it) de Fabrizio Guarducci

#### Années 2020
- 2022 : The Christmas Show d'Alberto Ferrari : Nonna Rita
- 2023 : Lo sposo indeciso che non poteva o forse non voleva piu uscire dal bagno de Giorgio Amato : Barbara

### Actrice de télévision
- 1987 : Casanova de Simon Langton (téléfilm) : Henriette
- 1990 : Michel-Ange (A Season of Giants) de Jerry London (mini-série) : Onoria
- 1993 : Estasi de Maria Carmela Cicinnati et Peter Exacoustos (téléfilm) : Teresa de Santis
- 1995 : Il grande Fausto d'Alberto Sironi (téléfilm) : Giulia la Dame blanche
- 1997 : L'avvocato porta de Franco Giraldi (série télévisée)
- 1998 : Le Comte de Monte-Cristo de Josée Dayan (mini-série) : Mercedes
- 1999 : Esther de Raffaele Mertes (téléfilm) : Reine Vashti
- 2000 : Un colpo al cuore d'Alessandro Benvenuti (téléfilm) : Giulia Pascoli
- 2002 : Lo zio d'America (it) de Rossella Izzo (série télévisée)
- 2003 : Le Lion de José Pinheiro (téléfilm) : Sybil Bullit
- 2005 : La bambina dalle mani sporche de Renzo Martinelli (téléfilm) : Wanda Rosso
- 2007 : Ma chi l'avrebbe mai detto de Giuliana Gamba et Alessio Inturri (téléfilm) : Emma
- 2007 : Peopling the Palaces at Venaria Reale de Peter Greenaway (téléfilm) : Marquise de Caraglio
- 2008 : Il sangue e la rosa de Luciano Odorisio (série télévisée) : Barbara Forleis / Sphinx rouge
- 2009 : Doc West de Terence Hill et Giulio Base (téléfilm) : Debra Downing
- 2009 : Doc West 2 : l'Homme à la gâchette (Doc West : La sfida) de Terence Hill et Giulio Base (téléfilm) : Debra « Tricky » Downing
- 2010 : Soko, brigade des stups (SOKO München), saison 35, épisode 20 Vendetta d'Andreas Herzog (série télévisée) : Lavinia Bertone
- 2016 : Deep de Jean-François Julian (mini-série) : Gabriella
- 2017 : Sirene de Davide Marengo (mini-série) : Ingrid

## Voix françaises
- Sylvie Feit[29] dans :
  - Seule contre la mafia
  - Fiorina la vacca
  - Romances et Confidences
  - Cebo para una adolescente
  - Les Passionnées
  - La joven casada
  - Dernier Amour
  - Eutanasia di un amore
  - La vie est belle
  - Le Vieux Garçon
  - Amoureux fou
  - Les Aventures de Miss Catastrophe
  - La ragazza di Trieste
  - Bandini
  - A Season of Giants
  - Il Grande Fausto
- Micky Sébastian[29] dans :
  - Un amour de Swann
  - La Femme de mes amours
  - Le Voyage du capitaine Fracasse
  - L'embrouille est dans le sac
- Monique Thierry[29] dans Flash Gordon
- Eve Lorach[29] dans Last Run

## Théâtre
- 2011 : Le Juif de Gianni Clementi, mise en scène Enrico Maria Lamanna, Espace Cardin